# Paragordius esavianus
Paragordius esavianus är en tagelmaskart som beskrevs av Carvalho 1942. Paragordius esavianus ingår i släktet Paragordius och familjen Chordodidae. Inga underarter finns listade i Catalogue of Life.